# Pitágoras (liberto)
Pitágoras foi um liberto do imperador Nero, que se casou com Nero em uma cerimônia pública como seu esposo.

## Vida
Pouco é conhecido sobre a vida anterior de Pitágoras exceto que ele era um liberto que acompanhava Nero, chamado "um de seu rebanho imundo" (uni ex illo contaminatorum grege). Ele era possivelmente seu provador de vinho.

## Casamento com Nero
Em 64, durante a Saturnália, houve uma série de banquetes oferecidos por Tigelino a Nero onde poucos dias depois Nero casou-se com Pitágoras.
| “ | ... ele inclinou-se para casar-se com um de seu rebanho imundo, por nome Pitágoras, com todas as cerimônias de um casamento regular. O véu de noiva foi colocado sobre o imperador; o povo viu as testemunhas da cerimônia, o dote do casamento, o sofá e as tochas nupciais; tudo em resumo era plenamente visível, ao invés do quando uma mulher se casa e a escuridão a esconde. | ” |
|   | — Tácito, Anais, XV. |   |

## Doríforo
Suetônio conta a história de Nero sendo a noiva para um liberto chamado "Doríforo". Tanto Tácito quanto Dião Cássio somente mencionam "Pitágoras". De acordo com Champlin, é improvável que dois escândalos deste tipo ocorreram sem terem sido mencionado: a solução mais simples é que Suetônio confundiu o nome. Um dos mais ricos e poderosos libertos de Nero chamado Doríforo morreu em 62 antes do banquete de Tigelino, onde Nero, coberto com peles de animais selvagens, era solto de uma jaula e atacava as partes privadas de homens e mulheres amarrados a estacas, depois do que era morto pelo seu liberto "Doríforo". Como Doríforo significa "lanceiro" (Δορυφόρος) como a escultura, pode ser que a palavra latinizada tenha apenas capitalizado a palavra grega.